# Дрізд єменський
Дрізд єменський (Turdus menachensis) — вид горобцеподібних птахів родини дроздових (Turdidae). Мешкає в Ємені і Саудівській Аравії.

## Опис
Довжина птаха становить 23 см. Забарвлення переважно коричневе, горло поцятковане чорними смугами, груди іноді поцятковані чорними плямками. Нижні сторони крил оранжеві. помітні в польоті. Дзьоб міцний, довтувато-оранжевий, лапи жовті або жовтувато-охристі.

## Поширення і екологія
Єменські дрозди мешкають в горах Сарават на південному заході Аравійського півострова. Вони живуть в сухих тропічних лісах, рідколіссях і чагарникових заростях, на плантаціях і в садах. Зустрічаються на висоті від 1200 до 3100 м над рівнем моря. Живляться плодами шипшини, ялівця, фікусів та інших рослин, а також наземними безхребетними. Сезон розмноження триває з березня по червень.

## Збереження
МСОП класифікує стан збереження цього виду як близький до загрозливого. За оцінками дослідників, популяція єменських дроздів становить від 10 до 20 тисяч птахів. Їм загрожує знищення природного середовища.